# Phelps (Familienname)
Phelps ist ein englischer Familienname.

## Namensträger
- Almira Hart Lincoln Phelps (1793–1884), US-amerikanische Pädagogin
- Anson Green Phelps (1781–1853), US-amerikanischer Unternehmer
- Anthony Phelps (1928–2025), haitianisch-kanadischer Schriftsteller.
- Bill Phelps (1934–2019), US-amerikanischer Politiker
- Brian Phelps (* 1944), britischer Wasserspringer
- Charles Phelps (Politiker) (1852–nach 1916), US-amerikanischer Politiker
- Charles D. Phelps (1937–1985), US-amerikanischer Mediziner
- Charles E. Phelps (1833–1908), US-amerikanischer Politiker
- Clarice E. Phelps (* 1981), US-amerikanische Nuklearchemikerin
- Darwin Phelps (1807–1879), US-amerikanischer Politiker
- David D. Phelps (* 1947), US-amerikanischer Politiker
- David Phelps (* 1969), US-amerikanischer Sänger und Songwriter
- Derrick Phelps (* 1972), US-amerikanischer Basketballspieler
- Doug Phelps (* 1960), US-amerikanischer Country-Musiker
- Edmund S. Phelps (* 1933), US-amerikanischer Ökonom
- Edward John Phelps (1822–1900), US-amerikanischer Politiker und Diplomat
- Elisha Phelps (1779–1847), US-amerikanischer Politiker
- Elizabeth Phelps (* 1962), US-amerikanische Neurowissenschaftlerin
- Elizabeth Stuart Phelps (1844–1911), US-amerikanische Autorin, Feministin und Tierrechtlerin
- Ellsworth C. Phelps (1827–1913), US-amerikanischer Komponist und Organist
- Fred Phelps (1929–2014), US-amerikanischer Geistlicher
- James Phelps (Politiker) (1822–1900), US-amerikanischer Politiker
- James Phelps (Sänger) (1932–2010), US-amerikanischer Sänger
- James Phelps (* 1986), britischer Schauspieler
- Jaycie Phelps (* 1979), US-amerikanische Turnerin
- John M. Phelps (1821–1884), US-amerikanischer Politiker
- John R. Phelps (John Randolph Phelps; 1909–2010), US-amerikanischer Musiker und Musikpädagoge
- John S. Phelps (John Smith Phelps; 1814–1886), US-amerikanischer Politiker
- Joseph Phelps († 2015), US-amerikanischer Unternehmer
- Kathleen Deery de Phelps (1908–2001), australisch-venezolanische Ornithologin
- Kerryn Phelps (* 1957), australische Medizinerin und Politikerin
- Lancelot Phelps (1784–1866), US-amerikanischer Politiker
- Mason Phelps (1885–1945), US-amerikanischer Golfer
- Maylee Phelps (* 2006), US-amerikanische Rollstuhltennisspielerin
- Michael Phelps (* 1985), US-amerikanischer Schwimmer
- Michael E. Phelps (* 1939), US-amerikanischer Mathematiker und Chemiker
- Nigel Phelps (* 1962), britischer Filmarchitekt
- Oliver Phelps (Politiker) (1749–1809), US-amerikanischer Politiker
- Oliver Phelps (* 1986), britischer Schauspieler
- Peter Phelps (* 1960), australischer Schauspieler
- Phelps Phelps (1897–1981), US-amerikanischer Politiker
- Richard Phelps (* 1961), US-amerikanischer Pentathlet
- Ricky Lee Phelps (* 1953), US-amerikanischer Country-Musiker
- Robert Phelps (1926–2013), US-amerikanischer Mathematiker
- Robert Phelps (Ringer) (1890–1980), britischer Ringer
- Roderick Phelps (* 1934), australischer Rugby-Union-Spieler
- Samuel S. Phelps (1793–1855), US-amerikanischer Politiker
- Seth Ledyard Phelps (1824–1885), US-amerikanischer Diplomat und Politiker
- Terry Phelps (* 1966), US-amerikanische Tennisspielerin
- Tex Phelps (1902–1958), US-amerikanischer Schauspieler
- Timothy Guy Phelps (1824–1899), US-amerikanischer Politiker
- Willard Phelps (* 1941), kanadischer Politiker
- William Phelps (Siedler) (um 1599–1672), englisch-amerikanischer Siedler
- William Henry Phelps (1875–1965), US-amerikanischer Ornithologe
- William Henry Phelps, Jr. (1902–1988), venezolanischer Ornithologe
- William Lyon Phelps (1865–1943), US-amerikanischer Literaturwissenschaftler und Autor
- William Wallace Phelps (1826–1873), US-amerikanischer Politiker
- William Walter Phelps (1839–1894), US-amerikanischer Politiker